# Такато, Наохиса
Наохиса Такато (яп. 高藤 直寿 Такато: Наохиса, 30 мая 1993 года, Симоцуке, Япония) — японский дзюдоист, четырёхкратный чемпион мира, чемпион Олимпийских игр 2020 в Токио, бронзовый призёр Олимпийских игр 2016 в Рио-де-Жанейро, чемпион Японии, обладатель 5 дана дзюдо 

## Биография
Начал заниматься дзюдо в возрасте семи лет, занимался у своего отца-тренера в клубе посёлка Ноги вместе со своим товарищем по сборной Японии Масаси Эбинума. Во время учёбы в школе выиграл ряд местных и национальных соревнований в соответствующей возрастной категории.
В 2009 году победил на турнире Masters Bremen среди участников не старше 17 лет (U17), и завоевал звание чемпиона мира в этой же возрастной категории. В 2010 году победил на турнире в Экс-ан-Прованс (U20). В 2011 году завоевал звание чемпиона мира (U20). В 2011 году был вторым на Кубке Кодокана среди взрослых, и начиная с этого турнира, выступал уже во «взрослых» соревнованиях.
В 2011 году был третьим на турнире Grand Slam Tokyo и вторым на Grand Prix Quingdao. В 2012 году был седьмым на розыгрыше Кубка мира, пятым на Гран-при Дюссельдорф, победил на турнирах Большого шлема в Москве и Токио, розыгрыше Кубка Всемирной федерации дзюдо в Ташкенте, и был третьим на Кубке Кодокан. В 2013 году победил на турнирах Большого шлема в Париже и Токио, турнире World Masters в Тюмени, был третьим на чемпионате Японии, и завоевал звание чемпиона мира.
В 2013 и 2014 годах занимал первое место во всемирном рейтинге, и вошёл в десятку дзюдоистов, о которых чаще всего ищут информацию в Интернете.
В 2014 году был вторым на командном чемпионате мира Ecсо Европа — Азия, завоевал звание чемпиона Японии, выиграл на турнире Гран-при в Будапеште, на чемпионате мира в Челябинске остался третьим.
В 2015 году был первым на турнире World Masters в Рабате, турнирах Большого шлема в Париже и Токио, рейтинговом турнире IJF. В 2016 году был третьим на чемпионате Японии.
Выступал на Олимпийских играх 2016 года, в категории до 60 килограммов, где боролись 35 дзюдоистов. Спортсмены были разделены на 4 группы, из которых четыре дзюдоиста по результатам четвертьфиналов выходили в полуфиналы. Проигравшие в четвертьфинале встречались в «утешительных» схватках и затем с потерпевшими поражение в полуфиналах, и по этим результатам определялись бронзовые призёры.
Наохиса Таката в четвертьфинале проиграл Амирану Папинашвили, затем победил в утешительной встрече и во встрече за третье место, завоевав бронзовую медаль Олимпийских игр.
| Круг                    | Соперник                 | Действия                                                                       | Итог    | Соперник             | Действия                                                     |
| ----------------------- | ------------------------ | ------------------------------------------------------------------------------ | ------- | -------------------- | ------------------------------------------------------------ |
| 1/32                    | Наохиса Такато (JPN)     | Неквалифицированный приём (1:05) — юко                                         | 101—0H  | Янн Сиккарди (MON)   | Захват за штанину (1:07) — хансоку-макэ                      |
| 1/16                    | Наохиса Такато (JPN)     | Ути Мата (0:16) — иппон                                                        | 100—0   | Павел Петриков (CZE) | —                                                            |
| 1/8                     | Амиран Папинашвили (GEO) | Пассивность (2:51) — сидо Суми Гаэси (3:05) — иппон                            | 100s1—0 | Наохиса Такато (JPN) | —                                                            |
| Утешительная встреча    | Наохиса Такато (JPN)     | Коути Гаэси (2:57) — юко Ложная атака (4:08) — сидо Ложная атака (4:47) — сидо | 1s2—0s1 | Ким Вон Джин (KOR)   | Пассивность (1:32) — сидо                                    |
| Встреча за третье место | Наохиса Такато (JPN)     | —                                                                              | 0—0s2   | Орхан Сафаров (AZE)  | Пассивность (1:03) — сидо Уклонение от захвата (2:38) — сидо |

Излюбленный приём дзюдоиста: коути гари (подсечка изнутри). Также Наохиса Таката — один из немногих японских дзюдоистов, который специализируется на силовых бросках с использованием рук, и в частности на Ката Гурума («мельница»), причём с 2013 года (когда броски с захватом ног были полностью запрещены в дзюдо), делает этот приём без захвата ниже пояса. Образцом для подражания считает дзюдоиста Тадахиро Номура.
В 2013, 2016 и 2017 был лауреатом премии за спортивные достижения префектуры Тотиги. В 2013 был лауреатом премии молодому спортсмену от Японского олимпийского комитета. В 2011 был лауреатом Kanagawa Sports Awards префектуры Канагава
В 2012 году поступил на факультет физического воспитания в Токийский университет, в 2016 году его закончил, офисный работник. Женат на дзюдоистке Канэ Абэ с 2014 года; в 2015 году у них родился сын, затем дочь
На летних Олимпийских играх 2020 года в Токио одержал победу в весовой категории до 60 кг, одолев в финале тайбэйского дзюдоиста Янг Юнг-Вей.
| Круг      | Соперник             | Действия                                                                                      | Итог     | Соперник                | Действия                                                                                          |
| --------- | -------------------- | --------------------------------------------------------------------------------------------- | -------- | ----------------------- | ------------------------------------------------------------------------------------------------- |
| 1/8       | Наохиса Такато (JPN) | Ути Мата (3:45) — иппон                                                                       | 10—0s2   | Верстратен, Жорре (BEL) | Ложная атака (0:56) — сидо Пассивность (2:11) — сидо                                              |
| 1/4       | Наохиса Такато (JPN) | Пассивность (5:24) — сидо Дисквалификация соперника (7:37) — иппон                            | 10s1—0s3 | Лукум Чквимиани (GEO)   | Захват за штанину (3:03) — сидо Пассивность (5:24) — сидо «Медвежий» захват (7:37) — сидо         |
| Полуфинал | Наохиса Такато (JPN) | Оборонительная позиция (0:22) — сидо Пассивность (6:18) — сидо Суми Отоси (11:02) — вадза-ари | 1s2—0s2  | Елдос Сметов (KAZ)      | Оборонительная позиция (0:22) — сидо Односторонний захват (0:52) — сидо                           |
| Финал     | Наохиса Такато (JPN) | Уклонение от захвата (2:23) — сидо Дисквалификация соперника (7:40) — иппон                   | 10s1—0s3 | Янг Юнг-Вей (TPE)       | Уклонение от захвата (2:23) — сидо Пассивность (2:33) — сидо Оборонительная позиция (7:40) — сидо |